# Boubacar Sanogo
Boubacar Sanogo (Dimbokro, 17 de Dezembro de 1982) é um ex-futebolista marfinense que atuava como atacante.

## Carreira
No dia 27 de janeiro Sanogo assinou com o Hoffenheim por meia temporada, até o final da temporada 2008/2009. Chegou ao time para ser o artilheiro da equipe e para suprir a ausência do artilheiro Vedad Ibišević que se lesionou e não poderia jogar por até 6 meses.
No dia 31 de janeiro de 2009 Sanogo fez sua estréia pelo Hoffenheim e marcou seu primeiro gol, que aconteceu aos 28 minutos do segundo tempo em partida válida pela primeira rodada do segundo turno do campeonato alemão contra o Energie Cottbus, jogo no qual o Hoffenheim venceu por 2x0.
Em agosto de 2009, assinou como o Saint-Étienne.

## Seleçao
Sanogo representou o elenco da Seleção Marfinense de Futebol no Campeonato Africano das Nações de 2008.

## Títulos
Costa do Marfim
- Campeonato Africano das Nações: 2008 - 4º Lugar